# Catedral de San Salvador (Montreal)
La catedral de San Salvador (en francés: Cathédrale Saint-Sauveur o bien Cathédrale Saint-Sauveur des Grecs-Melkites Catholiques) es un edificio religioso que pertenece a la iglesia católica y funciona como una catedral greco-católica melquita en Montreal (eparquía de San Salvador en Montreal), en la provincia de Quebec, al este de Canadá. Se encuentra a 10025 Del Bulevar l'Acadie en el barrio de Ahuntsic-Cartierville.
Fue diseñada por Gagnier et Villeneuve Architectes, las obras de la construcción se iniciaron a partir de 2006 y fue terminada en 2007. Se dedicó el 28 de octubre de 2007. Tiene una capacidad para recibir hasta 746 personas.